# چاله طرخان
چاله طرخان، روستایی از توابع بخش قلعه نو شهرستان ری در استان تهران, ایران است.

## جمعیت
این روستا در دهستان قلعه نو قرار دارد و براساس سرشماری مرکز آمار ایران در سال ۱۳۸۵، جمعیت آن ۶۵۸ نفر (۱۷۲خانوار) بوده‌است.